# Districtul Tepelenë

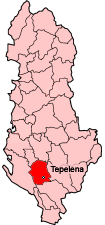
Districtul Tepelenë în Albania

Tepelenë este un district în Albania.
1. 1 2  GeoNames